# Miguel Medina
Miguel Antonio Medina Ochoa (La Ceiba, Atlántida, Honduras; 20 de junio de 1989) es un futbolista de nacionalidad hondureña. Juega de mediocampista, su primer equipo fue el Club Deportivo Victoria. Actualmente juega en el Club Deportivo Victoria de Honduras.

## Clubes
| Club                    | País     | Año   |
| ----------------------- | -------- | ----- |
| Club Deportivo Victoria | Honduras | 2011- |

- Datos: Q16301481